# Пурани (Витанешти)
Пурани (рум. Purani) насеље је у Румунији у округу Телеорман у општини Витанешти. Oпштина се налази на надморској висини од 63 m.

## Становништво
Према подацима из 2011. године у насељу је живело 1261 становника.